# Via Tiburtina Valeria
La via Tiburtina Valeria era una via consolare romana, che in una prima fase congiungeva l'antica Roma a Tibur (Tivoli) e poi fu prolungata fino al mare Adriatico terminando ad Aternum (Pescara). Il percorso è oggi ricalcato dalla moderna strada statale 5 Via Tiburtina Valeria.

## Storia
La strada sorse come antichissima via di transumanza tra l'Appennino centrale e la valle del Tevere, e costituì il principale percorso di penetrazione nel territorio degli Equi da parte dei Romani, che vi fondarono le colonie di Carsioli e Alba Fucens nel 304-303 a.C.
Fu sistemata e pavimentata dal console Marco Valerio Massimo Potito attorno al 286 a.C., mantenendo la denominazione di via Tiburtina da Roma a Tibur e assumendo quella di via Valeria, dal nome del suo costruttore, fino a Corfinium dopo aver attraversato la Marsica. A seguito delle opere di restauro e completamento avvenute tra il 48 ed il 49 d.C. nel tratto tra Corfinio e Pescara da parte dell'imperatore Claudio, quest'ultima parte del percorso prese il nome di via Claudia Valeria.

## Itinerario

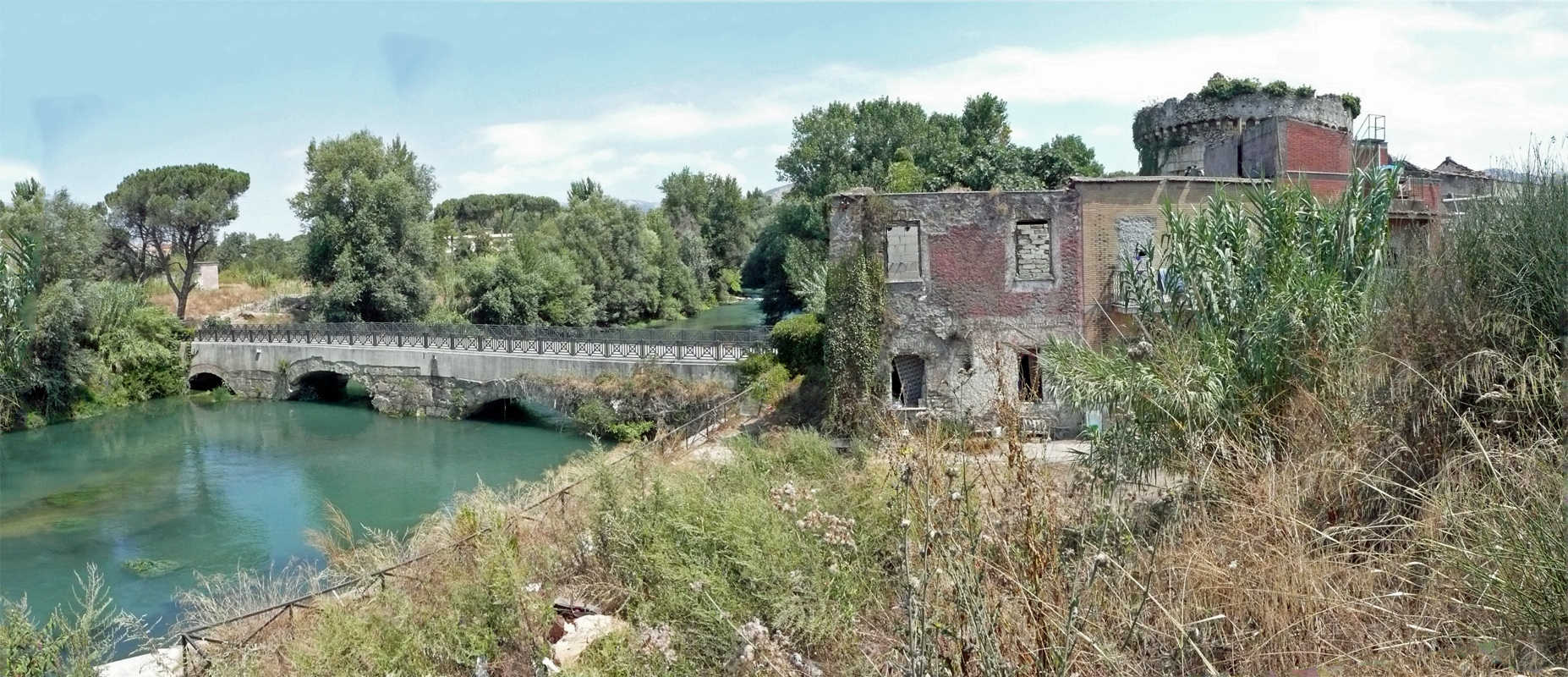
Ponte Lucano

Dentro Roma, il tratto urbano della via Tiburtina dal Foro percorreva l'Argiletum e il vicus Patricius o il clivus Suburanus uscendo dalle Mura serviane a porta Viminalis o a porta Esquilina e dalle successive Mura aureliane a porta Tiburtina. Dopo aver attraversato il fiume Aniene una prima volta a ponte Mammolo e una seconda a ponte Lucano, costeggiava villa Adriana e saliva verso Tibur (Tivoli) toccando il santuario di Ercole Vincitore.
Da qui attraversava gli Appennini collegando Varia (Vicovaro), Carsioli (Civita, tra Oricola e Carsoli), Alba Fucens (nel territorio degli Equi) e Marruvium (nel territorio dei Marsi), e costeggiando a nord il Lacus Fucinus fino a Cerfennia (Collarmele). Superato il passo del Mons Imeus (Forca Caruso) giungeva nel territorio dei Peligni fino a Corfinium (Corfinio) e, con il prolungamento verso l'Adriatico, nel territorio dei Marrucini e dei Vestini fino a Teate (Chieti) e Aternum o Ostia Aterni (Pescara).

## Archeologia

### Principali monumenti e aree archeologiche

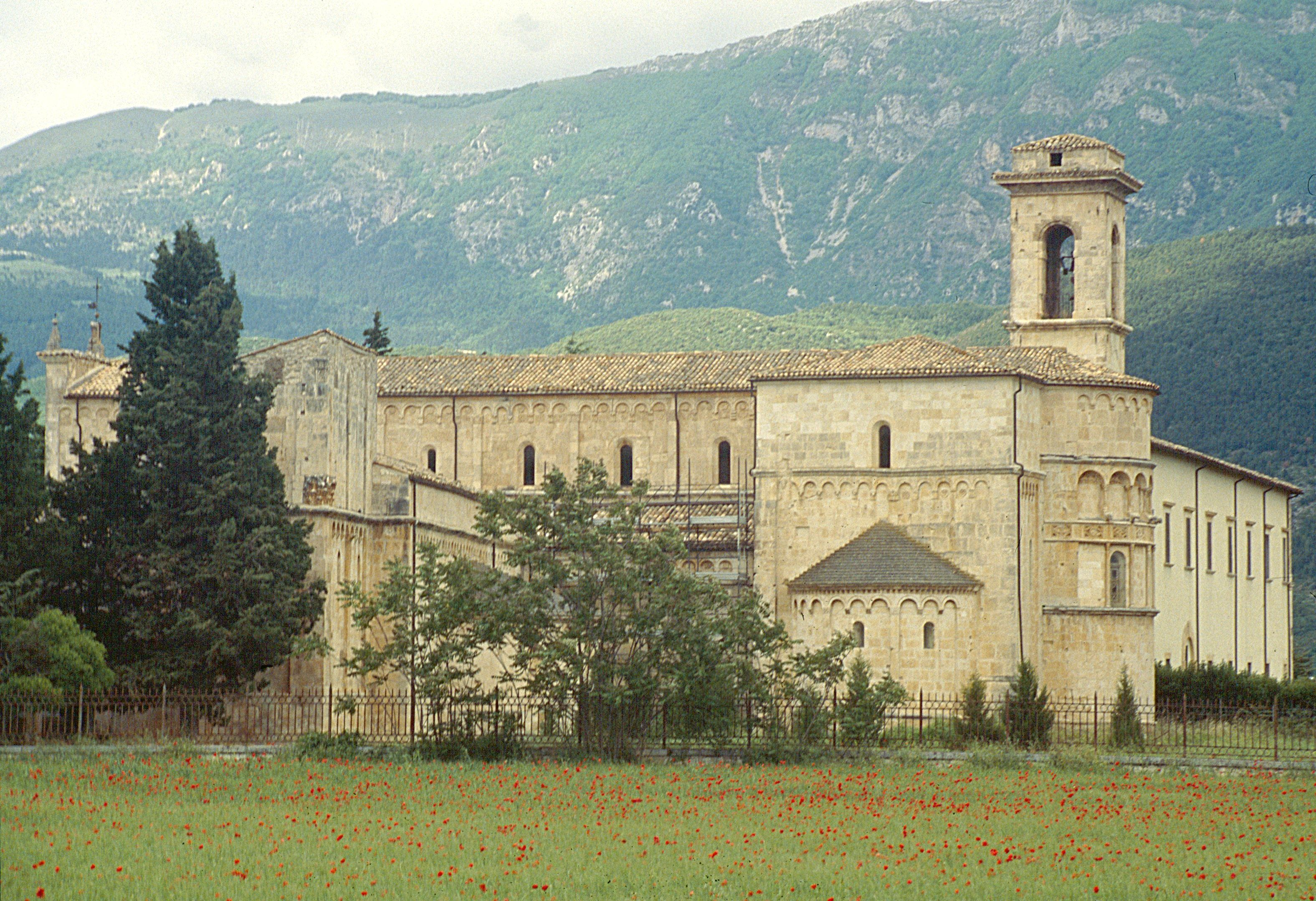
La Cattedrale di San Pelino (Corfinio), lungo la via Tiburtina

I principali monumenti e le principali aree archeologiche che si incontrano percorrendo la via da Roma a Pescara sono:
- Porta Tiburtina (Roma)
- Basilica di San Lorenzo fuori le mura (Roma)
- Cimitero comunale monumentale Campo Verano (Roma)
- Ponte Mammolo (Roma)
- Area archeologica di Settecamini (Roma)
- Ponte Lucano (Tivoli)
- Villa Adriana (Tivoli)
- Tempio di Vesta (Tivoli)
- Tempio della Sibilla (Tivoli)
- Tempio della Tosse (Tivoli)
- Santuario di Ercole Vincitore (Tivoli)
- Resti degli acquedotti di Claudio e Acqua Marcia (Vicovaro)
- Castello Massimo (Arsoli)
- Castello Garibaldi (Riofreddo)
- Area di Carsioli (Civita di Oricola)
- Centro storico di Tagliacozzo
- Ruderi dell'abbazia di Santa Maria della Vittoria e Rocca Orsini (Scurcola Marsicana)
- Supposta tomba di Perseo di Macedonia (Magliano de' Marsi)
- Città romana di Alba Fucens (Massa d'Albe) con la chiesa romanica di San Pietro
- Cunicoli di Claudio e Incile del Fucino (Avezzano)
- Aia dei Musei (Avezzano) - Sezione lapidaria con reperti rinvenuti nei siti archeologici della Marsica
- Museo d'arte sacra della Marsica (Celano) - Reperti rinvenuti ad Aielli, Alba Fucens, Carsoli
- Museo Paludi di Celano con sezione preistorica ed archeologica
- Area di Marruvium (San Benedetto dei Marsi) - Resti dell'anfiteatro romano, delle terme, dei Morroni funebri, facciata della chiesa di Santa Sabina
- Area di Cerfennia (Collarmele)
- Catacombe di Superaequum (Castelvecchio Subequo)
- Tempio italico di Castel di Ieri
- Città romana di Corfinium, con la basilica concattedrale valvense di San Pelino, i Morroni funebri, e la piazza del teatro
- Santuario di Ercole Curino (Sulmona)
- Castrum Pagus Fabianus presso Popoli Terme
- Area archeologica della Civitella - Teate Marrucinorum (Chieti) - anfiteatro romano, con terme e via dei Vezii con i Tempietti Giulio-Claudi. Da Palazzo de Mayo si accede alla via Tecta, ossia la Chieti sotterranea.
- Resti del Tempio di Santa Gerusalemme (Pescara) - presso la piazza della Cattedrale di San Cetteo

### Galleria d'immagini

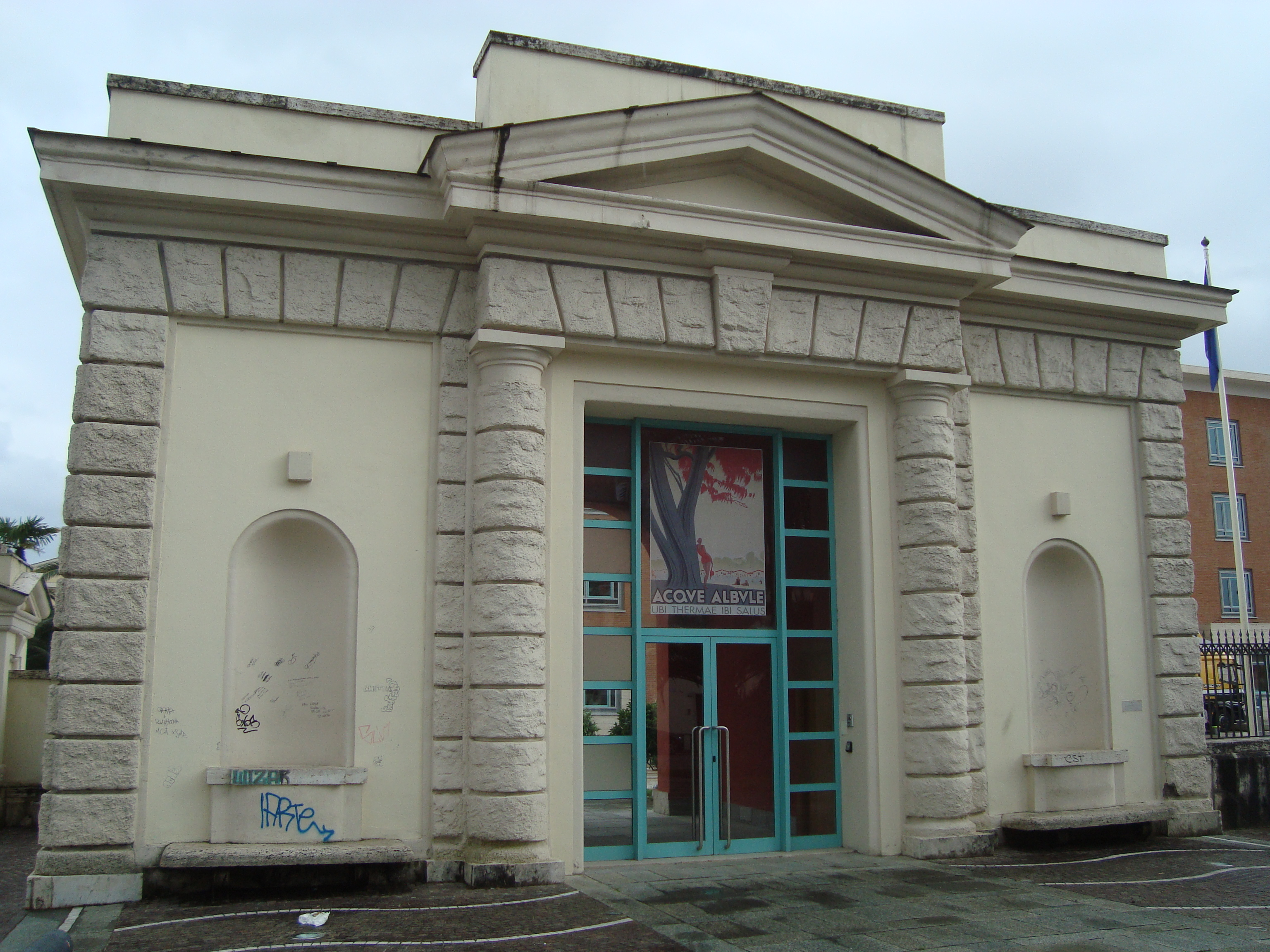
Ingresso alle terme di Tivoli
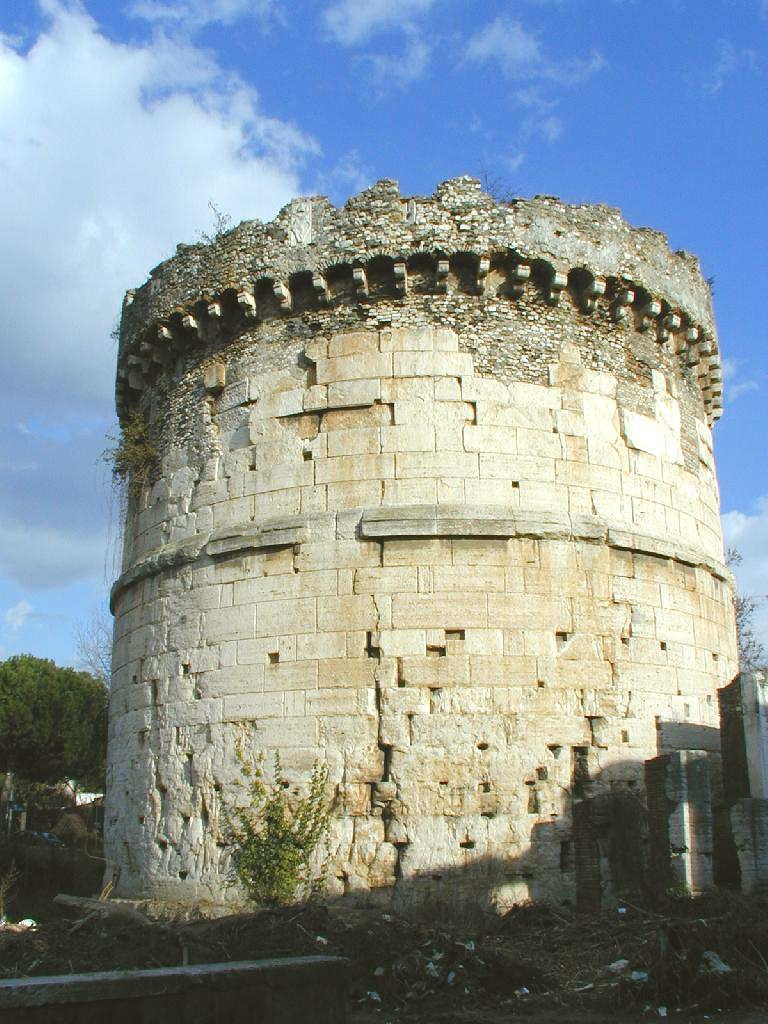
Mausoleo della famiglia Plauzia
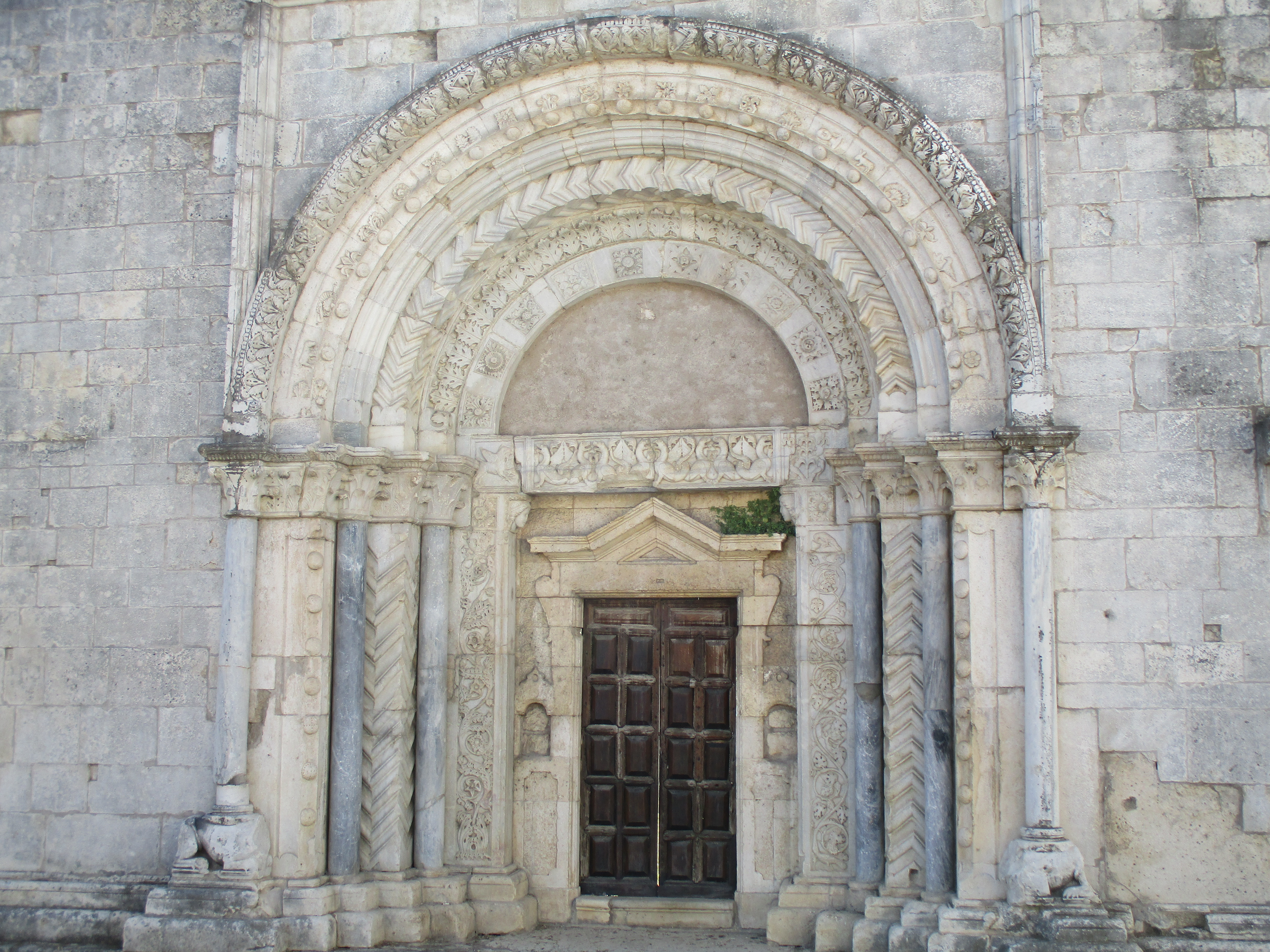
Portale della chiesa di Santa Sabina presso Marruvium (San Benedetto dei Marsi)
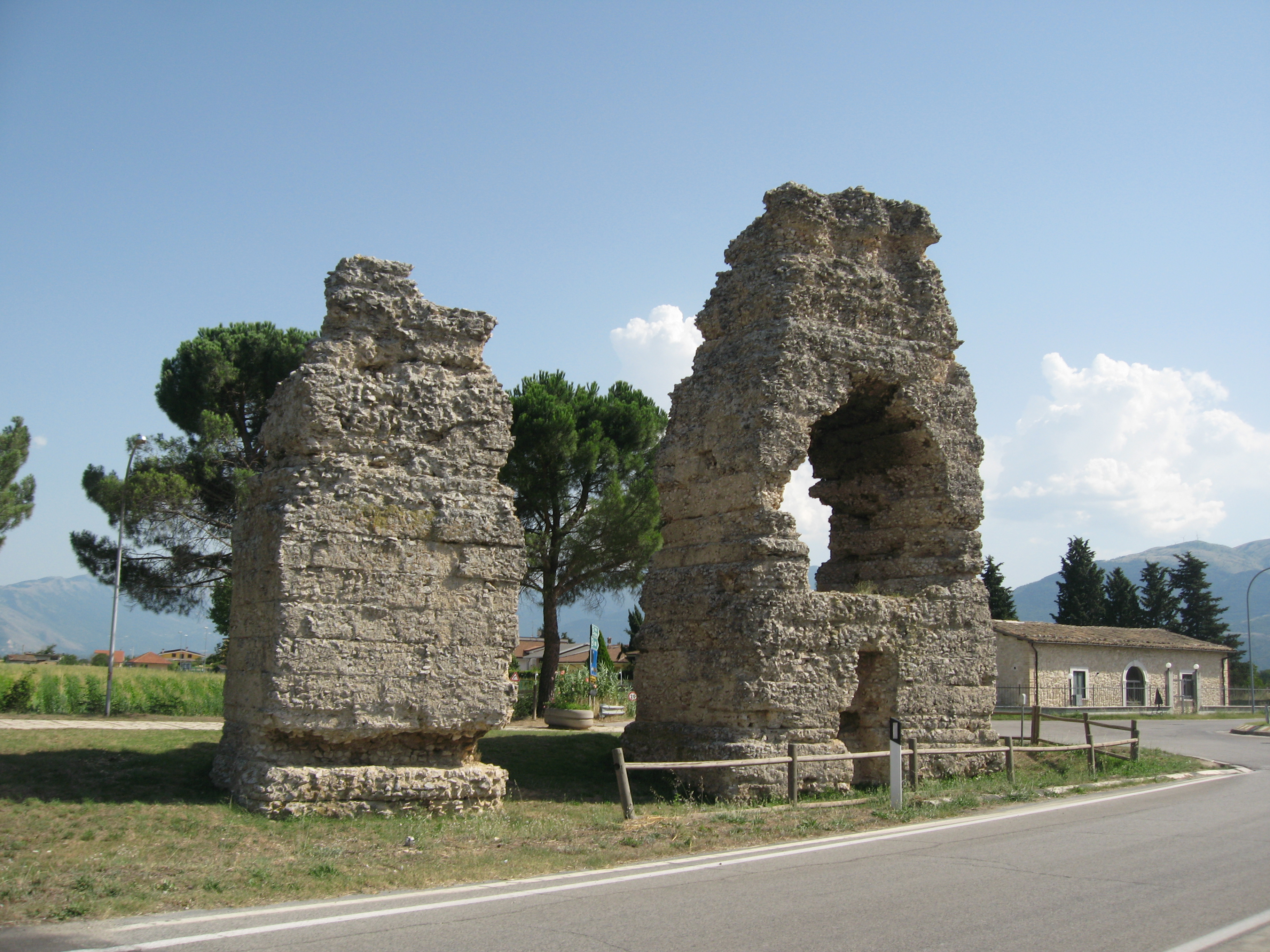
Morroni funebri di Corfinium
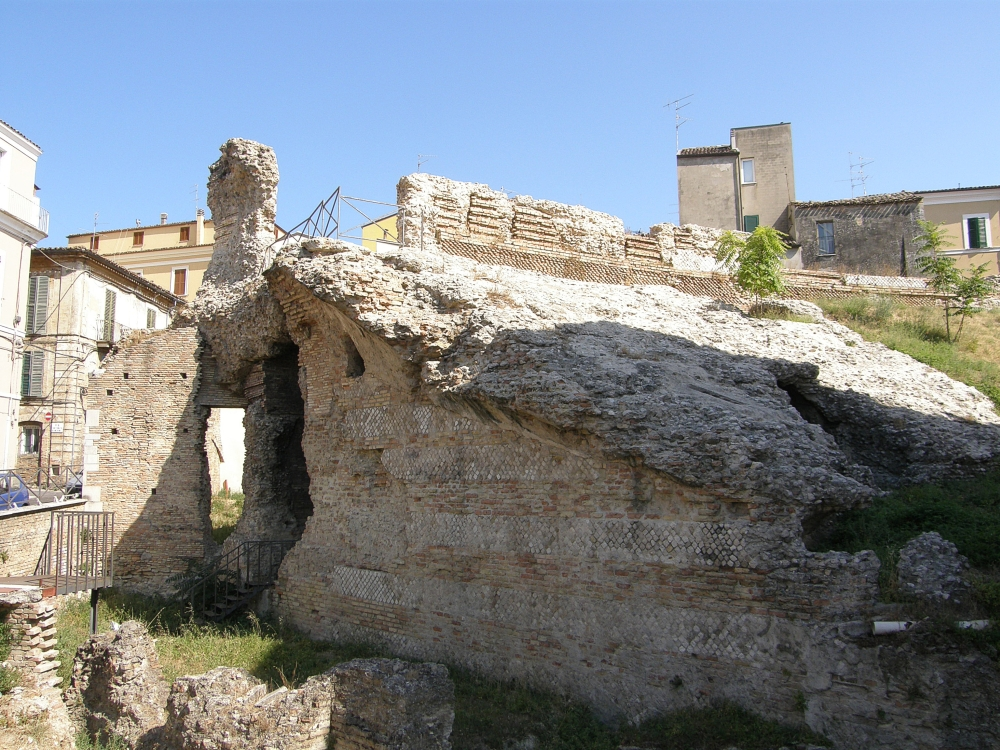
Teatro romano di Chieti
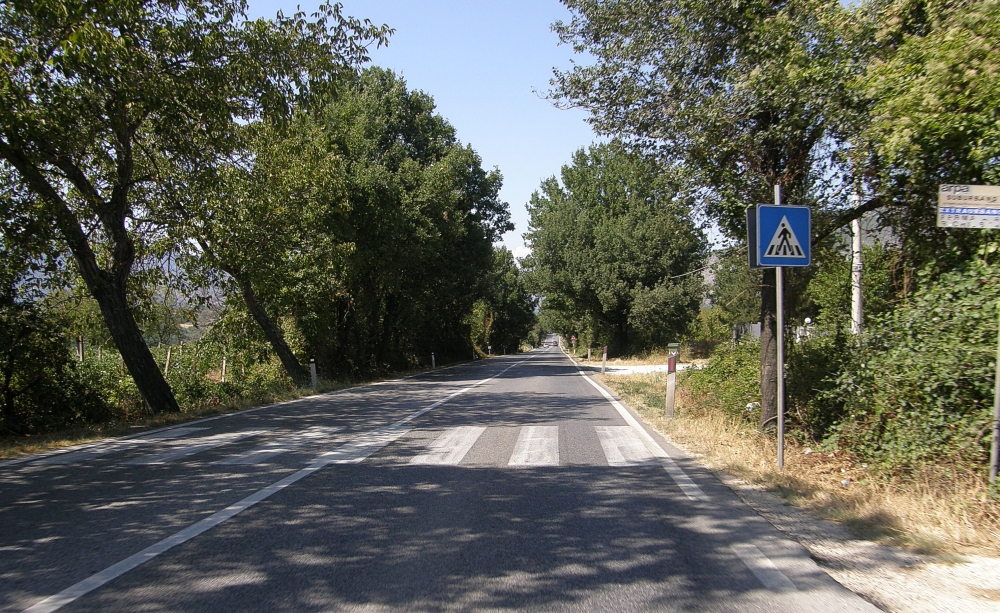
La SS 5 Via Tiburtina nei pressi di Popoli
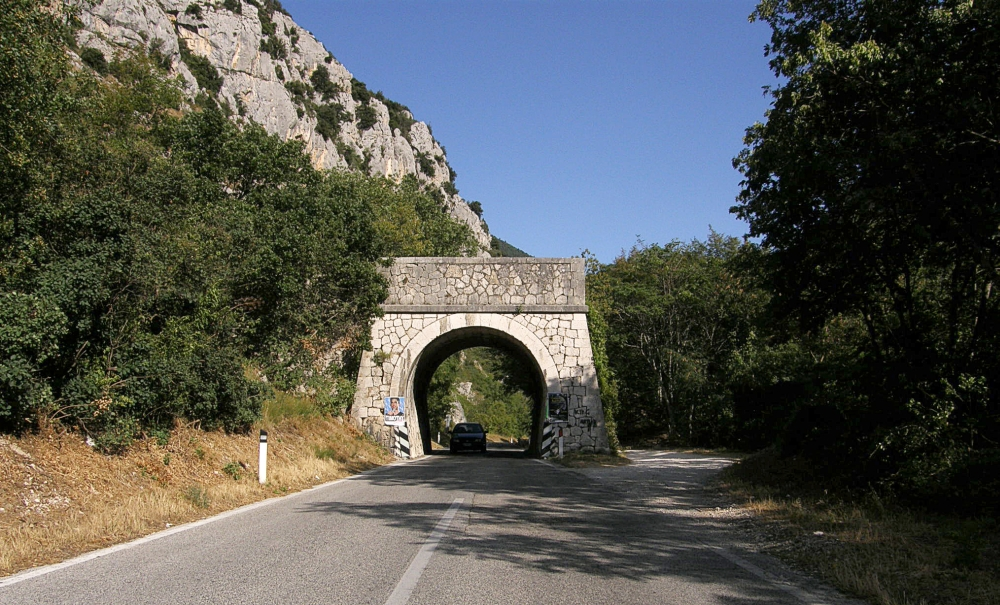
Gola di San Venanzio